# 贾科莫·帕斯托里诺
贾科莫·帕斯托里诺（義大利語：Giacomo Pastorino，1980年6月7日—），意大利男子水球运动员。他曾代表意大利国家队参加2012年夏季奥林匹克运动会水球比赛，获得一枚银牌。